# La Heunière
La Heunière är en kommun i departementet Eure i regionen Normandie i norra Frankrike. Kommunen ligger i kantonen Vernon-Sud som tillhör arrondissementet Évreux. År 2022 hade La Heunière 454 invånare.

## Befolkningsutveckling
Antalet invånare i kommunen La Heunière
Referens:INSEE